# Daniel Ruczko

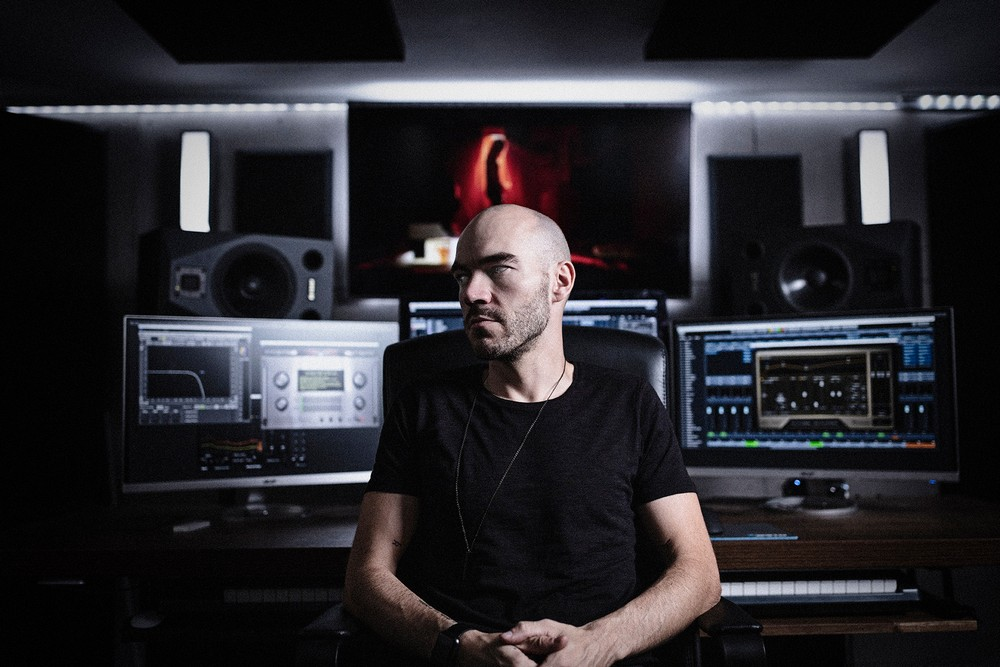
Daniel Ruczko in seinem Studio

Daniel Ruczko (* 3. Juli 1981 in Bremen) ist ein deutscher Regisseur, Drehbuchautor, Musikproduzent, DJ, Filmproduzent, Filmkomponist und 3D-Künstler.

## Leben
Daniel Ruczko ist der Sohn von Krystyna und Julian Ruczko. Im Alter von 12 Jahren begann er, an seinem Amiga-500-Computer Musik zu produzieren.
Nachdem er einige Jahre lang Platten unter dem Pseudonym Rusher auf zahlreichen Labels veröffentlicht hatte und als DJ durch Europa getourt war, ging Ruczko 2010 auf eine Musikschule in Hamburg, um eine Ausbildung als Filmmusikkomponist zu absolvieren. Im selben Jahr gewann er einen Preis für das Konzept seines Kurzfilms Bipolar – A Narration of Manic Depression, für den ihn Matthias Schweighöfer auswählte.
Ruczko erhielt über 60 Preise für seine Filme. Drei seiner Filme wurden in der „Short Film Corner“ der Internationalen Filmfestspiele von Cannes vorgeführt.
Ruczko lebt in Los Angeles und arbeitet als Filmregisseur und Musikproduzent.
Ende Oktober 2022 veröffentlichte er ein Kunstbuch mit dem Titel I Saw You In A Dream Last Night, das Buch beinhaltet über 400 Bilder auf 320 Seiten. Im Juli 2023 veröffentlichte er seinen ersten Roman mit dem Titel Pieces of a Broken Mind, der nach seinen Aussagen einige autobiographische Elemente beinhaltet.
Laut IMDb arbeitet Ruczko derzeit an einem Spielfilm mit dem Drehbuchautor Michael Reisz (Truth or Dare), von dem angenommen wird, dass er ein Budget von 7 Millionen Dollar hat.

## Preise
| Jahr   | Film                                     | Festival-Preise | Festival-Preise |
| Jahr   | Film                                     | Nominierungen   | Gewinne         |
| ------ | ---------------------------------------- | --------------- | --------------- |
| 2010   | Evacuation                               |                 |                 |
| 2011   | Bipolar: A Narration of Manic Depression | 3               | 2               |
| 2013   | Wake Up!                                 | 5               | 5               |
| 2014   | Let Go                                   | 4               | 3               |
| 2015   | Duality                                  | 24              | 18              |
| 2015   | Solitary                                 | 35              | 30              |
| 2018   | Intrusive Thoughts                       | 3               | 3               |
| Gesamt | Gesamt                                   | 74              | 61              |

## Arbeiten

### Filme
| Jahr | Titel                                    | Regie | Drehbuch | Produzent | Notizen                                                                          |
| ---- | ---------------------------------------- | ----- | -------- | --------- | -------------------------------------------------------------------------------- |
| 2010 | Evacuation                               | Ja    | Ja       | Ja        | außerdem Editor, Sounddesigner und visuelle Effekte                              |
| 2011 | Bipolar: A Narration of Manic Depression | Ja    | Ja       | Ja        | außerdem Komponist, Schauspieler, Editor, Sounddesigner und visuelle Effekte     |
| 2013 | Wake Up!                                 | Ja    | Ja       | Ja        | außerdem Komponist, Editor, Sounddesigner und visuelle Effekte                   |
| 2014 | Let Go                                   | Ja    | Ja       | Ja        | außerdem Komponist, Editor, Sounddesigner und visuelle Effekte                   |
| 2015 | Duality                                  | Ja    | Ja       | Ja        | außerdem Komponist, Editor, Sounddesigner und visuelle Effekte                   |
| 2015 | Solitary                                 | Ja    | Ja       | Ja        | außerdem Komponist, Editor, Sounddesigner und visuelle Effekte                   |
| 2018 | Intrusive Thoughts                       | Ja    | Ja       | Ja        | außerdem Komponist, Editor, Sounddesigner, Synchronsprecher und visuelle Effekte |

### Musik-Videos
| Jahr | Künstler                          | Titel                         | Label            | Regie | Kamera |
| ---- | --------------------------------- | ----------------------------- | ---------------- | ----- | ------ |
| 2011 | Bionic Stylz Feat. Warpath        | „Musik“                       | Bionic Styles    | Ja    | Ja     |
| 2012 | Kayohes                           | „Stranger“                    | 83 Sound         | Ja    | Ja     |
| 2012 | V3rb                              | „Tiger“                       | 83 Sound         | Ja    | Ja     |
| 2012 | Kayohes                           | „Journey“                     | 83 Sound         | Ja    | Ja     |
| 2012 | V3rb                              | „Streets Talk“                | 83 Sound         | Ja    | Ja     |
| 2012 | V3rb                              | „Standing Ovation“            | 83 Sound         | Ja    | Ja     |
| 2013 | Gods Of Chaos                     | „City Of Lost Angels“         | Psycho Realm     | Ja    | Ja     |
| 2013 | Misleeding                        | „Darkside“                    | Keep The Feel    | Ja    | Ja     |
| 2014 | Steez                             | „Rottweiler Flow“             | Machtworte       | Ja    | Ja     |
| 2014 | V3rb                              | „Ah Yeah“                     | 83 Sound         | Ja    | Ja     |
| 2014 | Steez                             | „Rap Ist“                     | Machtworte       | Ja    | Ja     |
| 2014 | Ryu                               | „Did it To Myself“            | Demigodz         | Ja    | Ja     |
| 2015 | Absztrakkt & Snowgoons Feat. Cr7z | „Bodhishinobi“                | 58 Muzik         | Ja    | Ja     |
| 2015 | Kayohes, V3rb & Rusher            | „March On“                    | Origu            | Ja    | Ja     |
| 2015 | 2Seiten                           | „Regenwetter / Scheiße Schön“ | 58 Muzik         | Ja    | Ja     |
| 2015 | Cr7z                              | „Sohn Des Drachen“            | 58 Muzik         | Ja    | Ja     |
| 2015 | Cr7z                              | „Verantwortung“               | 58 Muzik         | Ja    | Ja     |
| 2016 | Andy Cooper & The Allergies       | „Rock Rock“                   | Unique Records   | Ja    | Ja     |
| 2017 | Andy Cooper & The Allergies       | „The Love That I'm In“        | Jalapeno Records | Ja    | Ja     |
| 2017 | Andy Cooper & The Allergies       | „Main Event“                  | Jalapeno Records | Ja    | Ja     |
| 2017 | Cr7z                              | „Polytoxikomanie“             | Arjuna           | Ja    | Ja     |
| 2018 | Andy Cooper                       | „Can't Be Satisfied“          | Rocafort Records | Ja    | Ja     |
| 2018 | The Allergies                     | „Dance Now“                   | Jalapeno Records | Ja    | Ja     |
| 2019 | The Allergies feat. Andy Cooper   | „Too Much“                    | Jalapeno Records | Ja    | Ja     |
| 2020 | Rusher, Kayohes & V3rb            | „Back On The Scene“           | Arjuna           | Ja    | Ja     |
| 2020 | Rusher, Kayohes & V3rb            | „A Better Place“              | Arjuna           | Ja    | Ja     |
| 2020 | Rusher, Kayohes & V3rb            | „Manic Narration“             | Arjuna           | Ja    | Ja     |
| 2020 | Rusher & Kayohes                  | „Decade“                      | Misfit Music     | Ja    | Ja     |
| 2020 | Steez & Rusher                    | „Outro 2020“                  | DUM Enterprises  | Ja    | Ja     |
| 2020 | Rusher & Kayohes                  | „Right Minds Feat. V3rb“      | Misfit Music     | Ja    | Ja     |
| 2020 | Rusher & V3rb                     | „Genetics“                    | Misfit Music     | Ja    | Ja     |

### Musik

#### Als Rusher
| Jahr | Titel                                                                          | Label                        | Genre                 | Tonträger            |
| ---- | ------------------------------------------------------------------------------ | ---------------------------- | --------------------- | -------------------- |
| 2003 | Rusher & Penny Wize – Chrome Depot                                             | Lifeline Records             | Drum and Bass         | Vinyl                |
| 2006 | Rusher – The Suffering (Part of the Shades of Black LP)                        | Barcode Recordings           | Drum and Bass         | Vinyl & Digital      |
| 2006 | Rusher – Prophecy (Part of the Juiceblender LP)                                | Citrus Recordings            | Drum and Bass         | Vinyl & Digital      |
| 2008 | Jade & Rusher – Silent Hell                                                    | Close 2 Death Recordings     | Drum and Bass         | Vinyl & Digital      |
| 2008 | Jade & Rusher – Silent Hell (Bullet Proof Remix)                               | Close 2 Death Recordings     | Drum and Bass         | Vinyl & Digital      |
| 2008 | Rusher – Counting To Infinity / Impact                                         | Disturbed Recordings         | Drum and Bass         | Vinyl & Digital      |
| 2010 | Rusher – Blood Theme / Lithium                                                 | Citrus Recordings            | Drum and Bass         | Digital              |
| 2010 | Rusher & Dubtek – Godsplitters                                                 | Trust in Music               | Drum and Bass         | Vinyl & Digital      |
| 2011 | Rusher – Sundays                                                               | Digital Sanctuary Recordings | Deep Dubstep          | Digital              |
| 2012 | Rusher – Rust                                                                  | Mindtech Recordings          | Drum and Bass         | Digital              |
| 2015 | Rusher, Kayohes & V3rb – Some Way, Some How / March On                         | Origu                        | Hip Hop / Rap         | Vinyl                |
| 2019 | Rusher – „No Thoughts“ Part One                                                | Self Released                | Half Time             | Digital              |
| 2020 | Rusher, Kayohes & V3rb – „Back On The Scene – Single“                          | Arjuna                       | Hip Hop / Rap         | Digital              |
| 2020 | Rusher, Kayohes & V3rb – „A Better Place – Single“                             | Arjuna                       | Hip Hop / Rap         | Digital              |
| 2020 | Rusher – „One Of A Kind – Single“                                              | Black Lodge Audio            | Electronic / Haltime  | Digital              |
| 2020 | Rusher, Kayohes & V3rb – „Manic Narration – Single“                            | Arjuna                       | Hip Hop / Rap         | Digital              |
| 2020 | Rusher & Kayohes – „Melancholia“ – Album                                       | Misfit Music                 | Hip Hop / Rap         | Digital              |
| 2020 | Rusher, Kayohes & V3rb – „Nightmares & Dreams feat. Andy Cooper – Single“      | Arjuna                       | Hip Hop / Rap         | Digital              |
| 2020 | Rusher – „Mind Polluter EP“                                                    | Black Lodge Audio            | Electronic / Haltime  | Digital              |
| 2020 | Rusher, Kayohes & V3rb – „Ordinary Madness Feat. Cr7Z – Single“                | Arjuna                       | Hip Hop / Rap         | Digital              |
| 2020 | Rusher, Kayohes & V3rb – „Ordinary Madness – Album“                            | Arjuna                       | Hip Hop / Rap         | Digital / CD         |
| 2020 | Rusher & Steez – „5 Minuten Ruhe im Kopf – Single“                             | Arjuna                       | Hip Hop / Rap         | Digital              |
| 2020 | Rusher, Kayohes & V3rb – „Ordinary Madness – Instrumentals“                    | Arjuna                       | Hip Hop / Rap         | Digital              |
| 2020 | Steez & Rusher – „STZ Remixes – EP“                                            | D.U.M.                       | Hip Hop / Rap         | Digital              |
| 2020 | Rusher – „Do You Like Hurting Other People? (L 33 Remix) / (Nanokosmos Remix)“ | Black Lodge Audio            | Electronic / Haltime  | Digital              |
| 2020 | Rusher – „Follow The Bleeder EP“                                               | Black Lodge Audio            | Electronic / Haltime  | Digital              |
| 2020 | Steez & Rusher – „STZ Remixes – EP Instrumentals“                              | D.U.M.                       | Hip Hop / Rap         | Digital              |
| 2020 | Rusher & Kayohes – „Right Minds Feat. V3rb – Single“                           | Misfit Music                 | Hip Hop / Rap         | Digital              |
| 2020 | Rusher – „Watch The World Burn“                                                | Black Lodge Audio            | Electronic / Haltime  | Digital              |
| 2020 | Rusher & Kayohes – „Martial Law Feat. Andy Cooper – Single“                    | Misfit Music                 | Hip Hop / Rap         | Digital              |
| 2020 | Rusher & Kayohes – „From Where I Was – Single“                                 | Misfit Music                 | Hip Hop / Rap         | Digital              |
| 2020 | Maks_SF & Rusher – „Bushido – Single“                                          | Kato OST                     | Electronic            | Digital              |
| 2021 | Rusher & Kayohes – „The Vision – Single“                                       | Misfit Music                 | Hip Hop / Rap         | Digital              |
| 2021 | Rusher – „Kernel Panic – Kato OST – Single“                                    | Black Lodge Audio            | Electronic / Techno   | Digital              |
| 2021 | Rusher & Kayohes – „Serious – Single“                                          | Misfit Music                 | Hip Hop / Rap         | Digital              |
| 2021 | Rusher & Kayohes – „Purpose – Single“                                          | Misfit Music                 | Hip Hop / Rap         | Digital              |
| 2021 | Rusher – „Broken – Single“                                                     | Black Lodge Audio            | Electronic / Haltime  | Digital              |
| 2021 | Rusher & Kayohes – „Mindfold – Album“                                          | Misfit Music                 | Hip Hop / Rap         | Digital              |
| 2021 | Rusher & Kayohes – „Mindfold (Instrumentals) – Album“                          | Misfit Music                 | Hip Hop / Rap         | Digital              |
| 2021 | Rusher – „Anti-Hero – Kato OST – Single“                                       | Black Lodge Audio            | Electronic / Techno   | Digital              |
| 2021 | Rusher & V3rb – „You know my... Feat. Steez – Single“                          | Misfit Music                 | Hip Hop / Rap         | Digital              |
| 2021 | Rusher & V3rb – „Genetics – Single“                                            | Misfit Music                 | Hip Hop / Rap         | Digital              |
| 2021 | Rusher & V3rb – „The Process – Single“                                         | Misfit Music                 | Hip Hop / Rap         | Digital              |
| 2021 | Rusher & V3rb – „L.A. Lies Feat. Andy Cooper – Single“                         | Misfit Music                 | Hip Hop / Rap         | Digital              |
| 2021 | Rusher & V3rb – „Misfits With Attitude – Album“                                | Misfit Music                 | Hip Hop / Rap         | Digital / CD         |
| 2021 | Rusher & V3rb – „Misfits With Attitude (Instrumentals) – Album“                | Misfit Music                 | Hip Hop / Rap         | Digital              |
| 2021 | Rusher – „Demonology – Single“                                                 | Black Lodge Audio            | Electronic / Haltime  | Digital              |
| 2022 | Rusher – „Lobotomizer – Single“                                                | Black Lodge Audio            | Electronic / Halftime | Digital              |
| 2022 | Rusher, V3rb, Kayohes & Steez – „Dead On Arrival – Single“                     | Misfit Music                 | Hip hop / Rap         | Digital              |
| 2022 | Rusher & Kayohes – „This is Why I'm Breathing – Single“                        | Misfit Music                 | Hip hop / Rap         | Digital              |
| 2022 | Rusher – „Postcards From The Future – Album“                                   | Black Lodge Audio            | Electronic / Halftime | Digital / CD / Vinyl |
| 2022 | Rusher – Ancient Future (Part of the „DIVERGENCE IV“ LP)                       | Eatbrain                     | Drum and Bass         | Digital              |
| 2022 | Rusher, Kayohes, Steez & V3rb – "Misfit DNA – Album                            | Misfit Music                 | Hip hop / Rap         | Digital              |
| 2022 | Lara Loft – The Enemy Within (Rusher Remix)                                    | Black Lodge Audio            | Electronic / Halftime | Digital              |
| 2023 | Rusher – Black Hoodies – Single                                                | Black Lodge Audio            | Electronic / Halftime | Digital              |
| 2023 | Rusher, Kayohes, Steez & V3rb – „Misfit DNA (Instrumentals)“ – Album           | Misfit Music                 | Hip hop / Rap         | Digital              |
| 2023 | Rusher & Steez - One by One feat. Kayohes & V3rb (Single)"                     | Arjuna                       | Hip Hop / Rap         | Digital              |
| 2023 | Rusher & Steez - Avatare (Single)                                              | Arjuna                       | Hip Hop / Rap         | Digital              |
| 2023 | Rusher & Steez - Legendary (Single)"                                           | Arjuna                       | Hip Hop / Rap         | Digital              |
| 2023 | Rusher - Postcards from the Future Remixes - Part 1 (Album)"                   | Black Lodge Audio            | Electronic / Halftime | Digital              |
| 2023 | Rusher & Steez - InnenLeben (Album)"                                           | Arjuna                       | Hip Hop / Rap         | Digital              |
| 2023 | Rusher - Step Aside (Single)"                                                  | Black Lodge Audio            | Electronic / Halftime | Digital              |
| 2023 | Rusher & Steez - InnenLeben Instrumentals (Album)"                             | Arjuna                       | Hip Hop / Rap         | Digital              |
| 2023 | Rusher & Kayohes - Took A Lot Of Years (Single)"                               | Misfit Music                 | Hip Hop / Rap         | Digital              |
| 2023 | Rusher & Kayohes - NES and Tape Deck (Single)"                                 | Misfit Music                 | Hip Hop / Rap         | Digital              |
| 2024 | Rusher & Kayohes - Euphoria (Album)"                                           | Misfit Music                 | Hip Hop / Rap         | Digital              |
| 2024 | Rusher & Kayohes - Euphoria - Instrumentals (Album)"                           | Misfit Music                 | Hip Hop / Rap         | Digital              |
| 2024 | Rusher - Anhedonia (Single)"                                                   | DISRUPT                      | Drum and Bass         | Digital              |
| 2024 | Rusher - Harmonic Dissonance (Album)"                                          | DISRUPT                      | Drum and Bass         | Digital              |
| 2024 | Rusher - Picture Perfect (Single)"                                             | DISRUPT                      | Drum and Bass         | Digital              |

#### Als Daniel Ruczko
| Jahr | Titel                                                        | Label                     | Genre      | Tonträger |
| ---- | ------------------------------------------------------------ | ------------------------- | ---------- | --------- |
| 2012 | Daniel Ruczko – Sommer's Winter                              | Mind Pollution Recordings | Film Score | Digital   |
| 2012 | Daniel Ruczko – Wake Up!                                     | Mind Pollution Recordings | Film Score | Digital   |
| 2014 | Daniel Ruczko – (There Is No) Me & You                       | Mind Pollution Recordings | Film Score | Digital   |
| 2014 | Daniel Ruczko – Opal „End Credits“                           | Mind Pollution Recordings | Film Score | Digital   |
| 2014 | Daniel Ruczko – Reunion (Duality Score)                      | Mind Pollution Recordings | Film Score | Digital   |
| 2019 | Daniel Ruczko – The Weeping – Theme feat. Monique Candelaria | Mind Pollution Recordings | Film Score | Digital   |
| 2019 | Daniel Ruczko – Solitary                                     | Mind Pollution Recordings | Film Score | Digital   |
| 2019 | Daniel Ruczko – Bipolar – A Narration Of Manic Depression    | Mind Pollution Recordings | Film Score | Digital   |
| 2022 | Daniel Ruczko – Intrusive Thoughts                           | Mind Pollution Recordings | Film Score | TBA       |

### Bücher
| Jahr | Titel                             | Verlag                    |
| ---- | --------------------------------- | ------------------------- |
| 2022 | I Saw You In A Dream Last Night   | Mind Pollution Publishing |
| 2022 | Christmas Nightmare               | Mind Pollution Publishing |
| 2023 | This is NOT a Children's Book!    | Mind Pollution Publishing |
| 2023 | Aliens Are The Better Humans      | Mind Pollution Publishing |
| 2023 | Evil Clowns Are People Too        | Mind Pollution Publishing |
| 2023 | Quit Hating on Satan              | Mind Pollution Publishing |
| 2023 | Pieces of a Broken Mind           | Mind Pollution Publishing |
| 2025 | Scherben einer zerbrochenen Seele | Mind Pollution Publishing |
| 2025 | Purgatory                         | Mind Pollution Publishing |